# Susan Roberts (Sängerin)
Susan Roberts (* 1960, nach Kutsch/Riemens * 1958, in New York City) ist eine amerikanische Opernsängerin (Sopran).

## Leben
Roberts studierte Gesang in Boston; bereits während ihre Ausbildung gewann sie verschiedene Gesangswettbewerbe. Nach Abschluss ihrer Ausbildung kam sie Anfang der 1980er Jahre nach Deutschland. Ihr erstes Engagement hatte sie an den Vereinigten Städtischen Bühnen Krefeld und Mönchengladbach. Dort sang sie unter anderem, als eine ihrer ersten Rollen, 1982 die Papagena in Mozarts Oper Die Zauberflöte.
Von 1982 bis 1984 folgte ein Festengagement am Staatstheater Wiesbaden. Sie sang dort hauptsächlich Rollen aus dem Fach der Koloratursoubrette und des lyrischen Koloratursoprans: 1983 Jungfer Anna Reich in Die lustigen Weiber von Windsor, 1983 Ophelia in Hamlet, 1983 Ännchen in Der Freischütz, 1984 Titania in Ein Sommernachtstraum, 1984 Fiakermilli in Arabella. Von 1984 bis 1987 war Roberts festes Ensemblemitglied an der Oper Frankfurt. Dort trat sie unter anderem als Blondchen in Mozarts Singspiel Die Entführung aus dem Serail, als Minette in der Frankfurter Erstaufführung der Oper Die englische Katze von Hans Werner Henze und 1985 als Nannetta in Falstaff auf. Die Rolle der Minette in Die englische Katze übernahm sie im Sommer 1987 auch bei der britischen Bühnenerstaufführung der Oper beim Edinburgh Festival. 
1984 und 1985 sang sie bei den Bayreuther Festspielen ein Blumenmädchen in Wagners Bühnenweihfestspiel Parsifal.
Als Blondchen, ihrer besonderen Glanzpartie, gastierte sie an der Oper Köln, an der Oper Bonn, am Teatro Comunale in Bologna und in der Spielzeit 1990/1991 bei De Nederlaandse Opera in Amsterdam. 1997 übernahm sie die Titelrolle in der Oper Lulu an der Staatsoper Stuttgart. Zu ihrem weiteren Repertoire gehörten: Marzelline in Fidelio, Norina in Don Pasquale, die Titelrolle in Agrippina und die Claudia in Giulio Cesare.
Roberts galt als Spezialistin für die zeitgenössische Oper und die Moderne Musik. Sie wirkte in mehreren Ur- und Erstaufführungen mit. 1988 sang sie an der Grand Opéra Paris in der Uraufführung der Oper Célestine von Maurice Ohana. 1991 gastierte sie bei der Scottish Opera in Glasgow in der modernen Oper Regina von Marc Blitzstein. Im Dezember 1991 sang sie in Paris im Théâtre du Châtelet die Rolle der Thérèse in einer Neuinszenierung der Oper Les mamelles de Tirésias. Im Mai 1992 sang sie am Opernhaus von Lille die Partie der Fiorella in einer Neuinszenierung der Oper Il turco in Italia. 1999 sang sie bei der Orange Park Opera in Orange Park im US-Bundesstaat Florida ebenfalls die Thérèse in Les mamelles de Tirésias.
Roberts trat auch umfangreich als Konzertsängerin hervor. Sie gab Konzerte in Wien, Berlin, Turin und Lyon. Sie sang unter anderem mit dem Radio-Symphonieorchester Wien, mit dem Orchestre Philharmonique de Paris und den Düsseldorfer Sinfonikern. 1983 sang sie in Liège die Uraufführung des Monodramas Traumspiel von York Höller. 1988 sang sie in Seattle in der dortigen Erstaufführung den Sopranpart in Three Chinese Love Songs for Soprano, Viola and Piano (1988) des in Shanghai geborenen Komponisten Bright Sheng. 1996 gastierte sie beim Rheingau Musik Festival in Kloster Eberbach mit Händels Oratorium Der Messias; von dieser Aufführung unter der Leitung von Yehudi Menuhin wurde später auch ein Live-Mitschnitt veröffentlicht. Außerdem trat sie mit dem Münchener Bach-Chor auf.
Es existieren mehrere Tondokumente von Susan Roberts, unter anderem mit Kompositionen von Wolfgang Amadeus Mozart und Carl Orff. Ein Live-Mitschnitt der Oper Salambo von Josef Matthias Hauer wurde bei dem Münchner Klassik-Label Orfeo veröffentlicht. Bei der BBC entstand unter der musikalischen Leitung von Edward Downes eine Rundfunkaufnahme der Oper Wakula der Schmied von Peter Tschaikowski, in der Roberts die Rolle der Oxana singt.
1985 trat sie in Salzburg auch als Sängerin in der Fernsehshow Einer wird gewinnen auf.
Roberts ist mit dem russischen Violinisten und Dirigenten Dmitri Sitkowetski (* 1954) verheiratet.